# Cendrillon

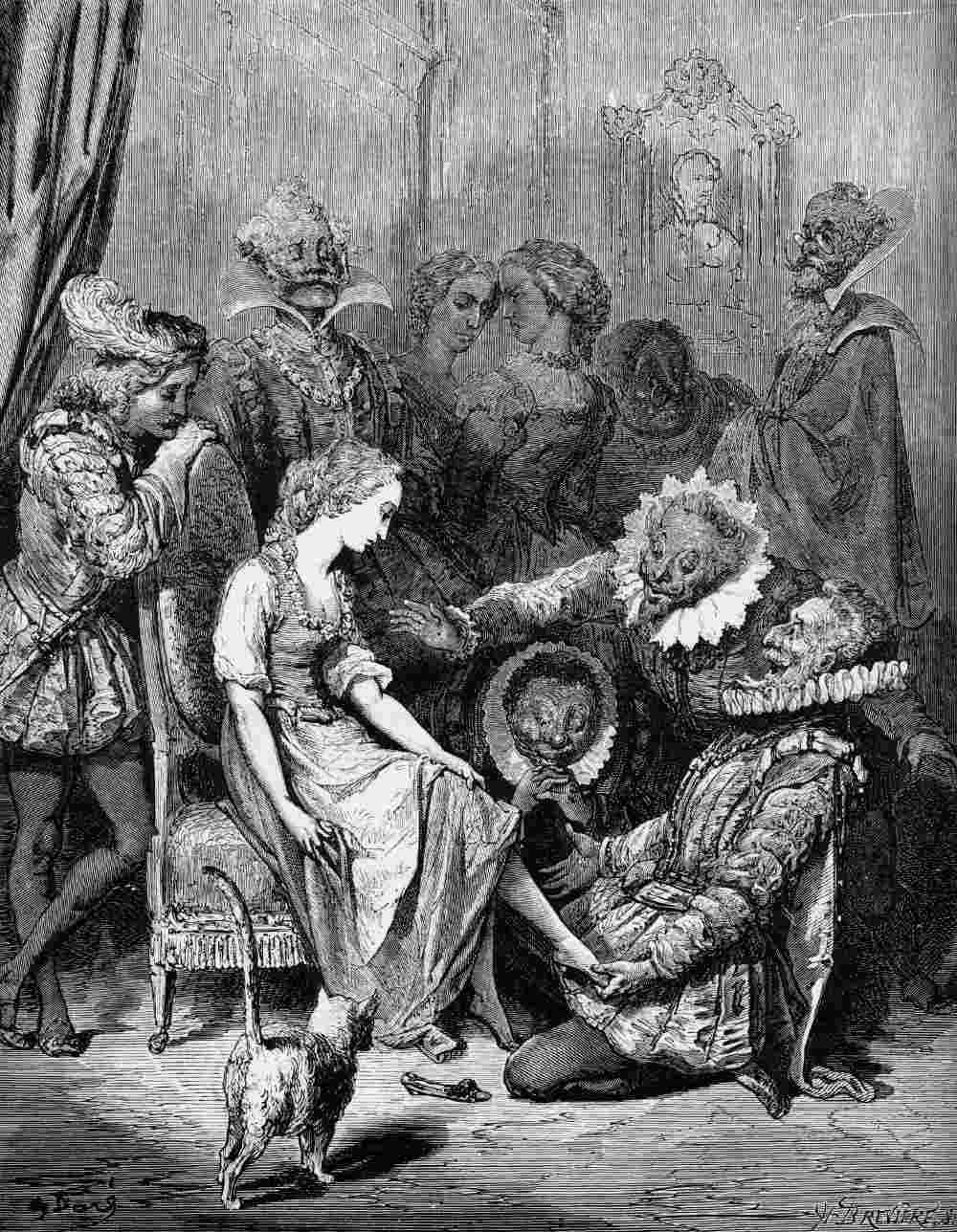
Gustave Doré: Cendrillon

Cendrillon ou la Petite Pantoufle de verre („Cendrillon oder der kleine gläserne Pantoffel“) ist der Titel eines Märchens aus der 1697 veröffentlichten Sammlung des französischen Märchendichters Charles Perrault. In seiner Version des sehr verbreiteten Märchenstoffes hat er auf eine Vorlage aus der 1674 postum als Pentameron („5-Tage-Erzählung“) herausgegebenen Märchensammlung des italienischen Märchendichters Giovanni Battista Basile zurückgegriffen.

## Handlung

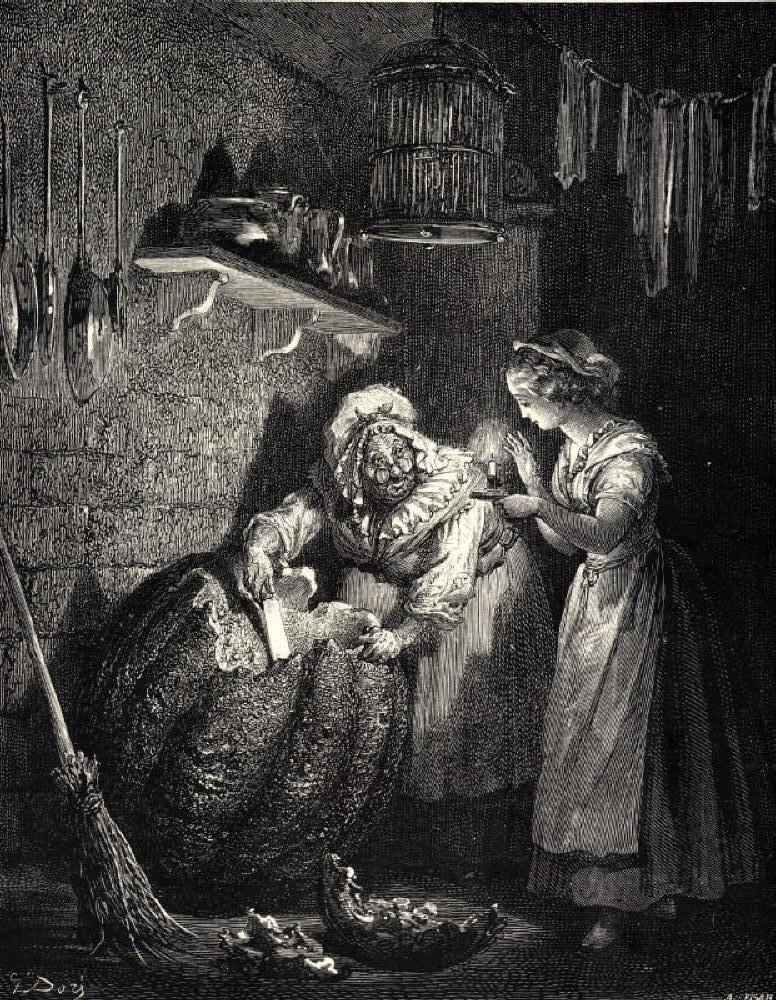
Die gute Fee hilft Cendrillon, von Gustave Doré, 1897

Cendrillon entspricht in weiten Zügen dem deutschen Aschenputtel oder Aschenbrödel. Anders als bei den Brüdern Grimm verliert Cendrillon in der französischen Fassung aber keinen goldenen Schuh, sondern einen Schuh aus Glas. Ein weiterer Unterschied liegt aber darin, dass es in diesem Märchen kein Haselnussbäumchen und keine Tauben sind, die der Protagonistin helfen, sondern eine Fee, die aus einem Kürbis eine Kutsche zaubert, die von Mäusen gezogen wird.

## Interpretationen
Die Glasschuhe gehen möglicherweise auf ein Missverständnis oder eine sprachliche Ähnlichkeit (Homophonie) aufgrund der mündlichen Überlieferung zurück. Das Wort vair im Französischen verweist auf das Winterfell des Eichhörnchens, während verre Glas bedeutet.
Moderne Bearbeitungen des Stoffes, wie das Ballett Soluschka bzw. Cinderella von Sergej Prokofjew aus dem Jahr 1945 und der gleichnamige Disney-Zeichentrickfilm von 1950 greifen Motive des Perraultschen Märchens auf und sind weitgehend nach dieser Vorlage gestaltet.

## Rezeption
Auch als Opernstoff war Cendrillon zeitweise recht beliebt und wurde gleich fünfmal musikalisch bearbeitet. Die 1759 unter diesem Titel von Jean Louis Laruette verfasste einaktige Oper blieb ohne nennenswerten Erfolg. 1810 entstanden gleich zwei Opern namens Cendrillon: Das von Daniel Steibelt verfasste Werk wurde in Sankt Petersburg uraufgeführt und erfreute sich vor allem an russischen Bühnen einiger Beliebtheit. Erfolgreicher allerdings wurde die Cendrillon-Oper von Nicolò Isouard, die in ganz Europa aufgeführt wurde und erst durch Gioachino Rossinis thematisch aus gleicher Quelle schöpfende Oper La Cenerentola nachhaltig aus den Spielplänen verdrängt wurde; heute ist die Oper von Isouard nicht mehr im Repertoire.
Am bekanntesten wurde Jules Massenets fast neunzig Jahre später komponierte Oper Cendrillon aus dem Jahr 1899, die nicht nur in Europa und den USA, sondern 1907 sogar in Kairo erfolgreich inszeniert wurde. 1928 wurde das Stück in London als Puppenspiel gezeigt, das eher eine Gesellschaftskomödie als ein Märchen war. In Deutschland kam die Oper erstmals 1967 in Darmstadt und später in Köln auf die Bühne, konnte sich allerdings wegen seiner stark auf französische Verhältnisse zugeschnittenen und vom deutschen Publikum nicht verstandenen Anspielungen im Libretto hier nicht durchsetzen. In Frankreich hingegen ist Massenets Cendrillon vor allem in der Weihnachtszeit bis heute populär.
Ferner schrieb Pauline Viardot eine Oper Cendrillon in drei Akten.
Als Figur taucht Cendrillon auch in Georges Brassens’ Chanson la chasse aux papillons von 1952 auf.